# Becky Chambers
Becky Chambers (ur. 1985) – amerykańska pisarka science fiction. Laureatka Nagrody Hugo.

## Życiorys
Becky Chambers urodziła się w 1985 roku w USA, w Południowej Kalifornii. Jej ojciec był inżynierem lotniczym, a matka wykładowcą astrobiologii. Dorastała na przedmieściach Los Angeles. W wieku 18 lat przeprowadziła się do San Francisco, gdzie studiowała teatrologię na University of San Francisco. Później mieszkała na Islandii i w Szkocji, i wróciła do Kalifornii, gdzie mieszka z żoną – Berglaug Asmundardottir.

## Twórczość
Przed opublikowaniem w 2014 roku swojej debiutanckiej powieści Daleka droga do małej, gniewnej planety Chambers pracowała w teatrach i jako pisarz-freelancer. Powieść opublikowała własnym sumptem po skutecznej kampanii finansowania społecznościowego na platformie Kickstarter. Kolejne wydanie ukazało się nakładem Hodder & Stoughton, a w 2016 Chambers opublikowała sequel pt. Wspólna orbita zamknięta. W lipcu 2018 roku wyszła trzecia powieść w tym cyklu, Record of a Spaceborn Few. Cykl tych powieści znany jako Cykl Wayfarers został w 2019 roku uhonorowany Nagrodą Hugo za najlepszy cykl literacki. W 2021 została opublikowana czwarta i ostatnia powieść w tej serii, The Galaxy, and the Ground Within.
W lipcu 2018 roku podpisała umowę z Tor Books na dwie książki, z datą premiery pierwszej z nich zapowiadaną na 2021 rok.

## Dzieła
- 2014: Daleka droga do małej, gniewnej planety (oryg. The Long Way to a Small, Angry Planet) – nominowana do British Fantasy Award (Sydney J. Bounds Award) za najlepszy debiut[5], nominowana do Nagrody im. Arthura C. Clarke’a dla najlepszej powieści w 2016 roku[6]
- 2016: Wspólna orbita zamknięta (oryg. A Closed and Common Orbit) – nominowana do Nagrody Hugo[7], Nagrody BSFA[8] oraz do Nagrody im. Arthura C. Clarke’a[9] za najlepszą powieść w 2017 roku.
- 2018: Record of a Spaceborn Few – nominowana do Nagrody Hugo za najlepszą powieść w 2019 roku[3]
- 2019: To Be Taught, If Fortunate
- 2021: The Galaxy, and the Ground Within – nominowana do Nagrody Hugo za najlepszą powieść w 2022 roku[10]
- 2022: Psalm dla zbudowanych w dziczy (oryg. A Psalm for the Wild-Built) – Nagroda Hugo za najlepsze opowiadanie[10]
- 2022: Modlitwa za nieśmiałe korony drzew (oryg. A Prayer for the Crown-Shy) – Nagroda Locusa za najlepsze opowiadanie[11]